# イージーオープンエンド
イージーオープンエンド（easy open ends）とは、缶切り等の道具を用いずに開缶できるようにした缶蓋である。略してEOE。
なお、日本産業規格（JIS Z 0108:2012）では「開口用の道具を使用せずに、容易に開口できる機能をもつ缶ふた」を「イージーオープンふた」として定義し、その対応英語は「easy opening end」である。

## 種類
イージーオープンエンド（EOE）の缶蓋の種類には、蓋の一部のみが開口するパーシャルオープンエンド（POE）と蓋の全部が開口するフルオープンエンド（FOE）の2種類がある。

### パーシャルオープンエンド
パーシャルオープンエンド（POE）は蓋の一部のみが開口する缶蓋。POEは主に内容物が液体である場合に用いられ、缶ジュースなどの飲料向けに多く用いられる。POEにはプルタブ式とステイオンタブ式とがある。
プルタブ式（pulltab）
缶蓋にスコア（切欠き）が一周分入れられ、その部分にタブを取り付けた構造となっており、タブを引っ張ることで開口する。リングプルタブともいう。プルタブ式では開口の際にタブは蓋の一部とともに本体から切り離される。したがって、分離型の蓋でありデタッチャブルエンドに分類される。

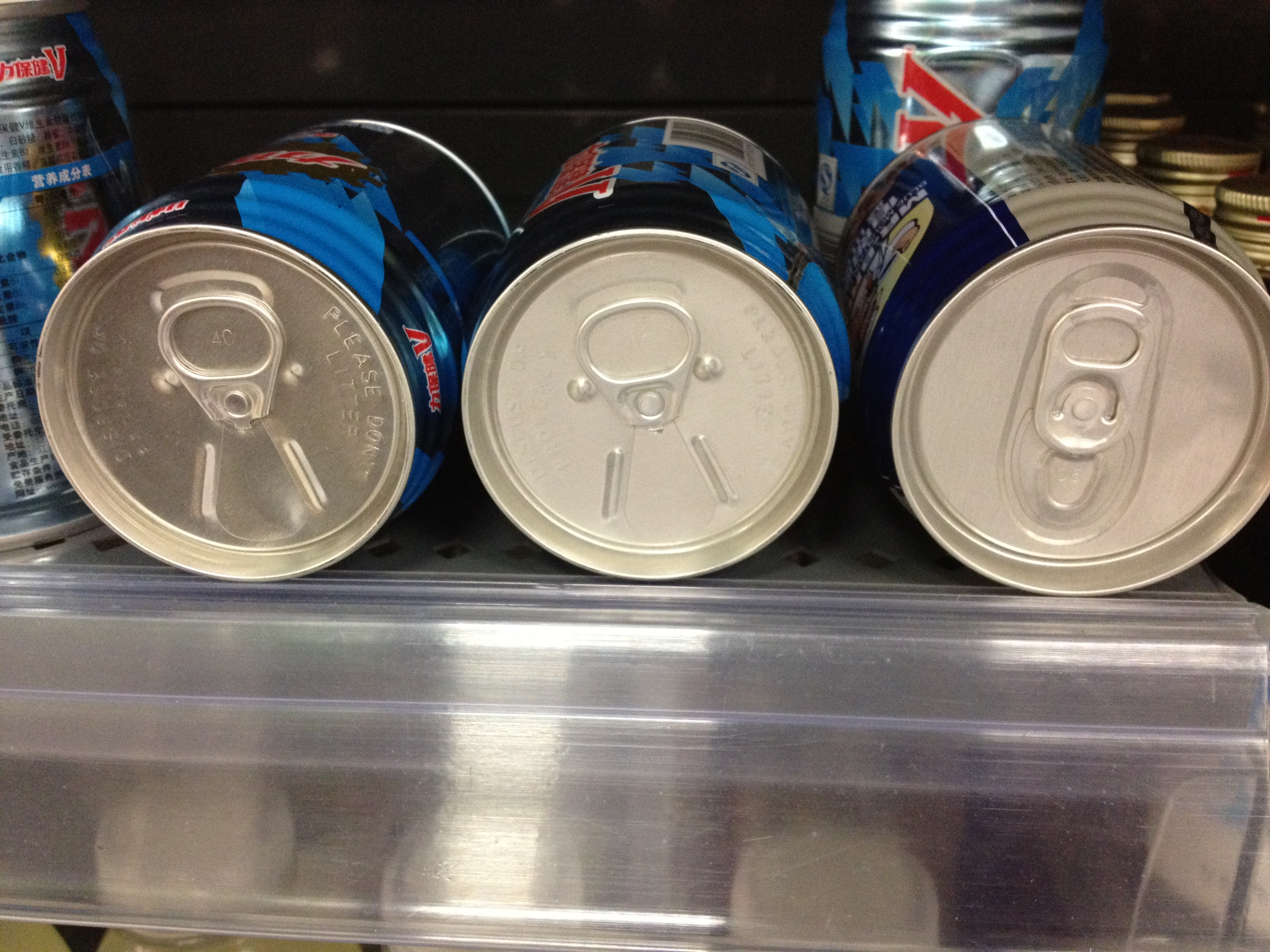
2012年5月現在、中国・深圳市ではプルタブ式とステイオンタブ式両方の飲料缶が併売されている。

ステイオンタブ式（Stay-on tab）
缶蓋にスコア（切欠き）が半周分入れられ、リベットでその上部にタブを取り付けた構造となっており、タブを引っ張ることでスコア部分の金属片が押し込まれて開口する。ステイオンタブ式では開口の際にもタブは本体に残ったままで切り離されない。したがって、非分離型の蓋でありノンデタッチャブルエンドに分類される。

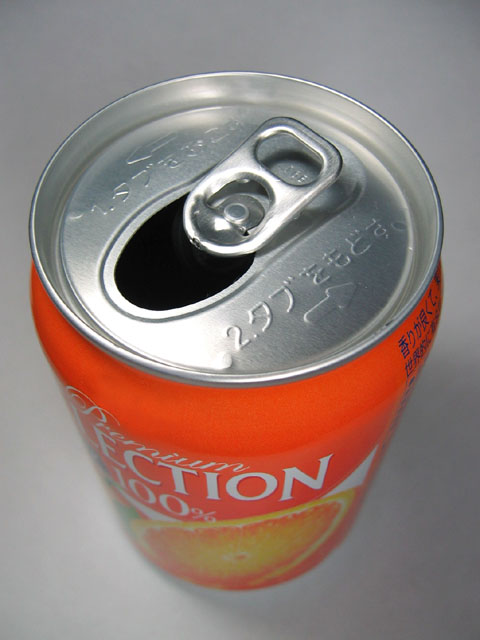
パーシャルオープンエンド（POE）のうちステイオンタブ式
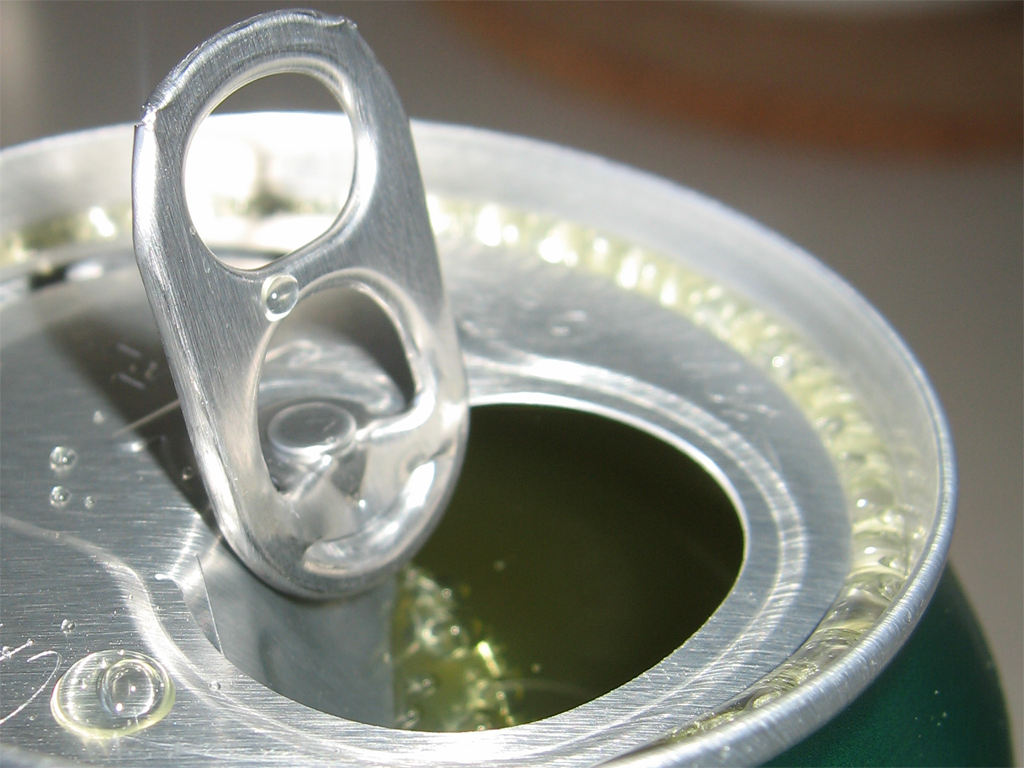
ステイオンタブ式の缶蓋 開封直後

現在は飲料容器缶のほとんどすべてがステイオンタブ式（中国ではまだプルタブ式が用いられている）であるが、開口部の形状・大きさは内容物により多少異なり、中身が出やすいように幅を広くとったものなどもみられる。
タブは指がかかりやすいようにリング状になっており、リングプルあるいはプルリングなどと呼ばれる。ただしステイオンタブ式では、リングと呼べるほどには大きくない。プルタブ式のように引っ張るのではなく、引き起こすだけで済むためである。しかし、力の弱い人や、美容上の問題などで爪を傷つけたくない人向けに、タブの下に差し込んで起こし、開けやすくする器具（プルタブ起こし）も販売されている。専用のもののほか、缶切りや栓抜き、十徳ナイフなどのマルチツールに備えられているものがある。マイナスドライバーの先端のような形状をしているが、用途がわからない人も少なからず存在する。

### フルオープンエンド

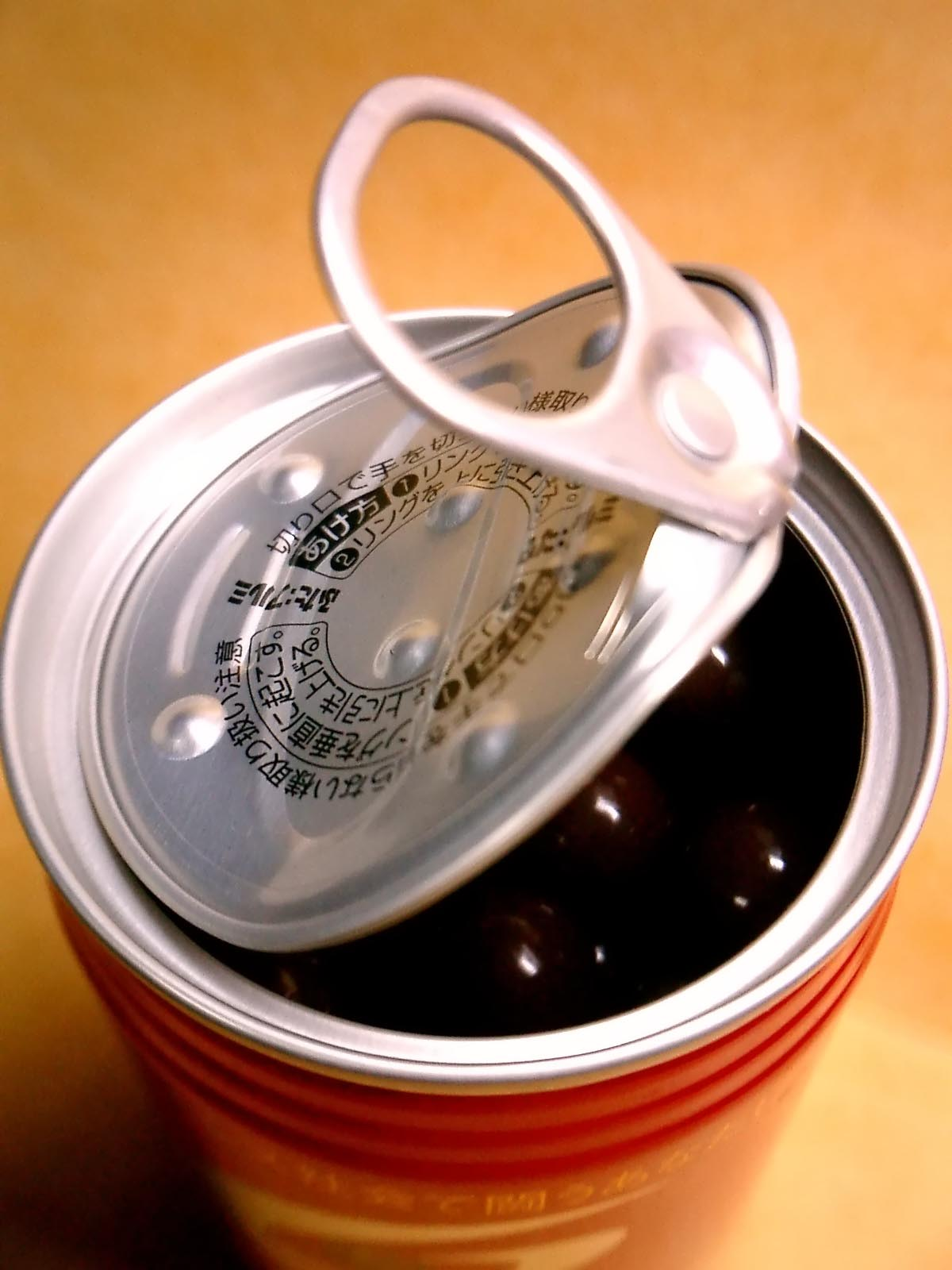
フルオープンエンド（FOE）

フルオープンエンド（FOE）は缶蓋の面の全周にスコア（切欠き）が入っており全体が開口する缶蓋。日本産業規格（JIS）では「フルオープニングふた」として「缶ふた天面の全周にわたってスコア（切欠き）加工を施し、ふた天面全体が開口されるタイプのイージーオープンふた」と定義されている。食品としてはプリンやゼリーあるいは粉末のものなどに用いられる。テニスボールの缶など、缶の蓋のすべてが取れることが要求されるものにも用いられる。形状としては円形のほか楕円形や角型の缶の蓋にも採用されている。調理済食品の缶の一部には、スチールのFOE蓋が採用されている。
FOE缶については、消費者に親しみを持ってもらうため、「パッ缶」との愛称で呼んでいる企業もある。
なお、コンビーフなどの缶にみられるように、器具を用いて缶の周囲に刻まれたスコアを巻き切りながら開封する方式はスパイラル式という。

## 製造方法

### 缶蓋の製造
缶の蓋部分は缶本体とは別に製造される。

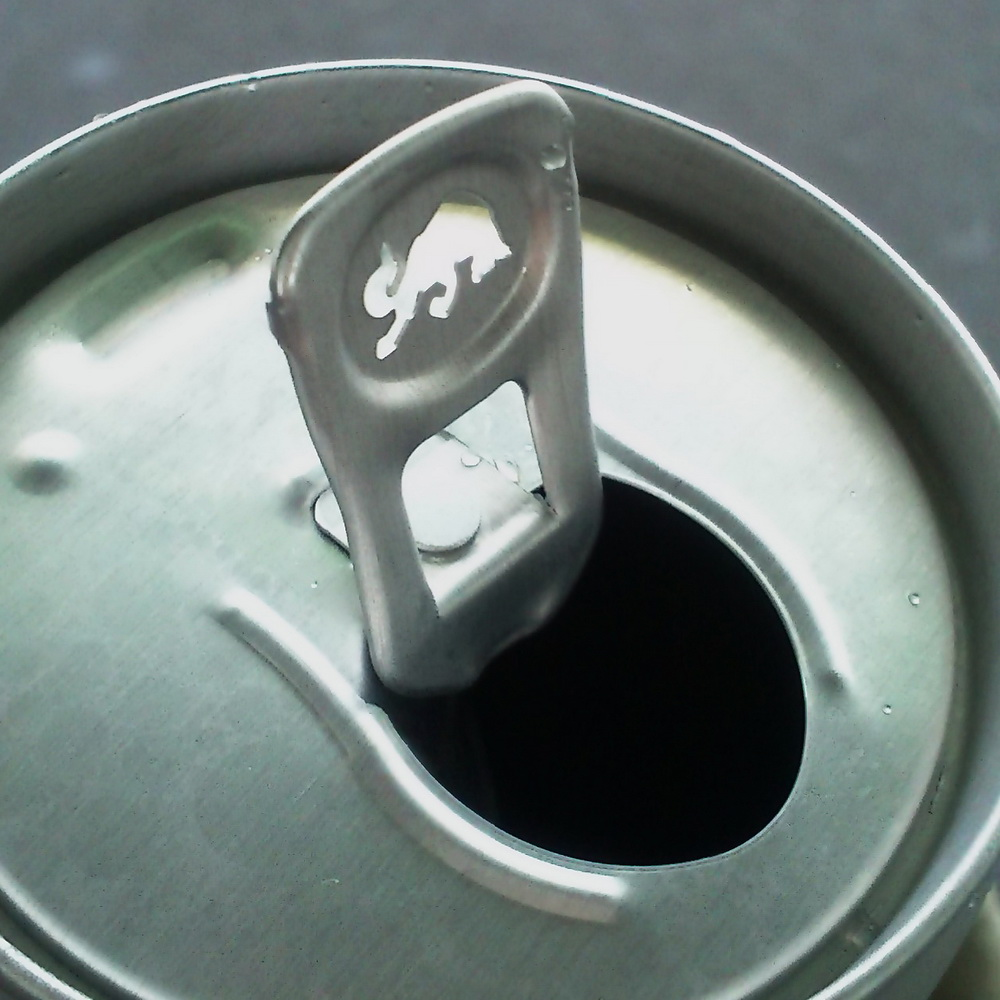
装飾タブのついたエナジードリンク（レッドブル）の缶

EOE缶の蓋は通常、まず板金を丸く打ち抜くと同時に、缶本体にかぶせるための段などをつける成型加工がなされる（シェルプレス）。その後に引き金であるタブをつけるためのリベット穴開けが行われ、開口部となる口金部分を切り取るための溝（スコア）がプレス加工によってつけられる（コンバージョンプレス）。切り取りラインとなるスコアは、深い溝であるメインスコアと、補助的な役目をするやや浅い溝であるサブスコアの2本が同時に加工される。
次に引き金であるタブをつけた際に大きく突出しないよう、かつタブが蓋に密着しないようにするためなどの成型が、プレスにより行われる（パネル加工）。
タブも板金から打ち抜かれ、十数工程を経て強固なリング状のものに成型され、これが蓋にリベットで取り付けられる。（アセンブル）打ち抜き加工の際に製品ロゴなどを同時に加工し、装飾を施したタブも見られ（写真）、この場合はリング状ではなく平板状なものとなる。
これらの工程によってできた EOE蓋が中身を入れられた後の缶本体に取り付けられる。

### スコア
スコアとはイージーオープンエンド（EOE）に用いられる缶蓋に刻まれる切欠きをいう。
スコアが割れはじめる（切れ始める）際に要する力をPOP値、全体を開けるのに要する力をTEAR値という。FOE において、前者は20N（ニュートン）以上ないと缶の密封性が損なわれる可能性があり、後者は80N以下でないと開けにくいとされる。しかし、これらの公的な規格などはない。
近年では、スコアの形状が左右非対称になっているものがある。これはタブを起こしててこの原理で口金を押し込む際に、スコアに対して均等に力が分散することを防ぐためである。均等に力がかかると開けにくくなり、かつ開く際には急に開いてしまうので危険である。左右非対称にすると、その設定により、特定の部位からスコアが切れはじめ、時計回りに溝が切れていくなどのことが可能となり、ゆっくりと確実に開けることができる。
この方式のイージーオープン缶を開ける際に、炭酸飲料ではないのに「プシッ」という音がするものがあるが、これはアルミ缶の清涼飲料水などに見られる現象である。缶の素材が薄くて軟らかいため、運搬時などにおける変形を防ぐ目的で窒素ガスが充填され、内圧が高められているためである。「プシッ」音はそのガスが抜ける際の音である。

### その他の表示
- ステイオンタブ方式の缶の場合、慣れない人はプルタブと同じ感覚で引っ張ってしまうため、タブが外れてしまうなどのことがあり、その部分に「おこす」などの注意書きが刻印されたものもある。
- ビール類などのアルコール飲料では、タブのそばに「おさけ」の点字がある（従来はビールに「びーる」の点字があったが、発泡酒の普及により、「びーる」と表示できないものが増えたため）。

## 歴史

### イージーオープンエンドの発明
イージーオープンエンド（EOE）が発明される前においても、缶切り等を使わなくても開缶できる方式が開発され、用いられていた。そのひとつがジューストップ（Juice Top）と呼ばれるもので、缶の開口部に別体の金属部分を取り付けたものである。その部品にスコアが切ってあり、タブを引くとスコアが切れて開口部となるというものであった（現在のオロナミンCの開栓方式に似ている）。別体の金属を蓋として取り付ける方法は、現在でも一部の調理済食品の缶詰などで用いられている。
一方、現在のEOEの元となるジップトップ （Zip Top） は1959年にアメリカのエーマル＝フレイズが発明した。この方式は現在のプルタブ式と同様に缶の蓋となる金属板そのものにヒョウタンやベル（欧米での鐘）に似た、真ん中がくびれた形状のスコアを切り、タブをリベットで取り付けたものである。発明のきっかけは、フレイズがピクニックに缶ビールを持参したが、オープナーを持っていくのを忘れたためと伝えられる。
フレイズは1963年にその特許をアルコア社に売り、Pittsburgh Brewing Companyに採用するように働きかけた。
この方式は缶ビールへの採用を皮切りに、1965年には缶飲料全体の4分の1を占めるまでに採用されていた。しかし、本方式ではタブが充分なリングとなっておらず、注ぎ口に対して斜めに取り付けられていた。そして開封に力が必要であり、タブがとれやすいなどの欠点があったため、EOEはその後発明されたプルタブ式に切り替わっていった。
ジューストップやジップトップなどは普及時期が早かったこともあり日本にはほとんど紹介されず、日本がEOEを1965年に技術導入した方式はプルタブ式となった。

### パーシャルオープンエンドの進化
先述のようにイージーオープンエンド（EOE）の缶蓋のうち、蓋の一部のみが開口するものをパーシャルオープンエンド（POE）と呼び、その方式としてはプルタブ式が普及していた。しかし、それは開口部が金属片となって缶本体から切り離されるものであったため、その危険性や環境問題が指摘されることとなった。そのため、1980年代にはステイオンタブ式が広まり始め、1990年代初頭にはほとんどすべてがそれに切り替わった。ただし、日本では現在でも中国などから輸入された、プルタブ式の飲料缶がわずかながら流通しているほか、飲料以外の液体の入った缶（エンジンオイル等の自動車用潤滑油添加剤等）では採用例が多々ある。
とくにアメリカでは、当時すでに同様な環境問題となっていたためにプルタブが禁止され、ステイオンタブ式が主流となっていたことが、日本にも伝わり、市民の意識を高める助けとなった。また、そうした缶飲料が輸入されるようになり、珍しくなくなってきたことも影響した。プルタブのポイ捨て問題を解消すべく、企業などに問題提起と要望をした市民団体もあった。
ステイオンタブ式には、その普及のために一時期エコマークがついていたことがある。
ステイオンタブ式は、開口部分の口金が缶に付いたまま内部に押し込まれるため、当初は衛生的ではないなどの見方もされたが、実際に販売してみると市民の抵抗感などはほとんどなかった。この衛生問題については、新規な規格を取り入れることに消極的な企業側が、日本人は清潔好きだからといういわゆる清潔神話をもとに（自社の製品が売れなくなっては困るということで）述べていた可能性が指摘されている。プルタブ式であっても飲料が口に入る前に缶の外側に触れることは同じであり、「衛生的ではない」との声が消費者からのものであったのかどうかは不明である。
なお、1975年には、プルタブのポイ捨て問題に対応するため、2箇所のやや出っ張った口金を指で押し下げる方式のプッシュエンド（またはプッシュボタン）という方式も炭酸飲料において採用された。内圧によって口金を押し付けて密閉している面もあるため、中身を不正に入れ替えることも不可能でなく、力が必要で操作感が良好でないなどいくつかの問題点により、それを採用した製品が市場に出回った期間はごく短かった。
プルタブ式で用いられたプルタブについては、それらをチェーン状に接続加工し、のれん（欧米ではカーテン）などを作ることにも利用されたことがある。

### フルオープンエンドの進化
イージーオープンエンド（EOE）の缶蓋のうち蓋の全部が開口するものはフルオープンエンド（FOE）と呼ぶが、従来からの缶切りで開けたもの以上に開口部がスムーズで鋭利なため、誤って指などでさわってしまうと怪我をするおそれもある。ゴミの分別回収などが広まった結果、缶に残った内容物を洗うことなども多くなり、従来以上に問題となってきた面でもある。これについてはいくつかの対策が考えられたが、現在では切り口を触っても安全なものが開発され、製品によってはそうした缶を用いている。

## 「プルトップ」の概念
イージーオープン方式はプルトップ（pull-top）と呼ばれることがある。
プルトップは、缶切り等を用いず、缶容器の上面に付けられた引き金（タブ）を手で引っ張って開ける方式、または、その部分を指す日本における一般的呼称である。
プルトップの語は英語圏ではあまり用いない。用いる場合は食品などにおける全面が開口するイージーオープン缶（フルオープンエンド、FOE）に対して言うことが多い。飲料容器ではプルタブと称することが多いが、リングプル（ringpull）およびプルリング（pullring）の語も用いられる。リングプルのほうが優勢であり、プルリングはごく少ない。しかし、口金が外れるプルタブのことを指したりステイオンタブを含めたタブの総称として言われたりもし、使い分けが一定でない点は日本と同様である。ポップトップ（pop top）と呼ぶこともある。製缶企業においても全面が開口するタイプをフルパネルイージーオープン（FPEO）と呼ぶなど、業界でも国により呼び方が異なる。
なお、こうした形式の缶が出る以前の缶は、蓋が平面であるものをフラットトップ（flat top）、ビンのように円錐形の「首」があり、王冠にて密栓・開栓を行うものをコーントップ（cone top）と呼んでいた。プルトップの語はそれに対して作られ、用いられはじめたと思われるが、はっきりしたことは不明である。

## 散乱公害とプルタブチャリティー

### プルタブ缶での散乱公害とプルタブチャリティー

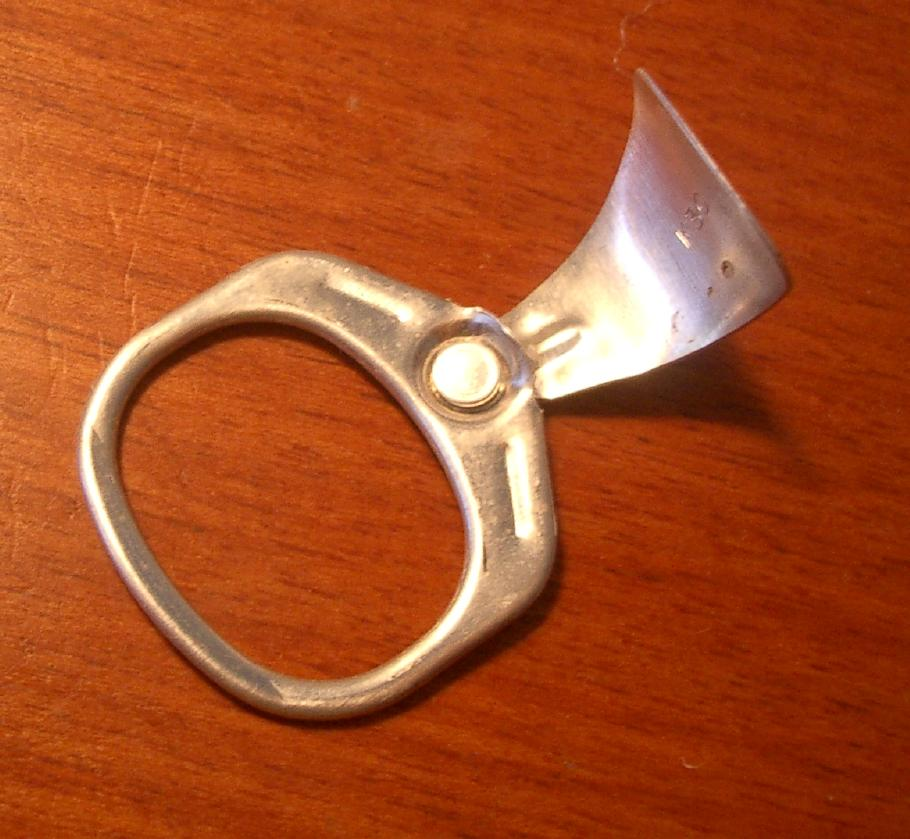
切り離されるプルタブ式のプルリング

かつて飲料缶には缶体から飲み口となるタブの部分が完全に切り離されるプルタブ式の飲料缶が採用されていた。しかし、アメリカでは動物がプルタブを飲み込む被害が出たため、プルタブ缶を禁止する州が増え、缶体にタブが付いたまま飲めるステイオンタブ式が主流となっていった。
日本でもプルタブ式の缶が採用されていたが、プルタブは何処にでもポイ捨てされ、海岸で子供が足を切ったり、タンチョウヅルの胃から多量のプルタブが発見されたり、キツネがプルタブを呑んで死亡したり、といった事例が問題となった。このような問題は「散乱公害」と呼ばれた。
このような問題のなかで、日本では飲料缶のプルタブを集めると車椅子に換えることができるという話が全国的に広まった。この話は、1983年のラジオ番組『さだまさしのセイ!ヤング』内で呼びかけられた運動によって広く知られるようになったといわれる。番組では実際にリスナーから寄せられたプルタブを金属回収業者に引き取ってもらうことによって換金し、病院に車椅子を2台寄付した。
アルミのプルタブを集める理由としては、
- 缶本体から切り離され、ゴミとしてポイ捨てされ、散乱しやすかったこと
- アルミは、スチールに比べて、引き取り価格が高価であったこと
- 缶全体を集める場合と異なり、洗浄などの必要がなく、かさばらず、気軽に集められること

が挙げられていた。
もともと、このラジオ番組が放送される以前にも、散乱したプルタブを拾い集めることは、ボランティアグループなどによる環境美化運動のひとつとしてしばしば行われていた。そのうちに、収集したプルタブをより有効に活用し、また福祉と結びつけてより市民の参加を促すために、車椅子を寄付する運動が加わった。この運動を知った同番組は、番組内で積極的に紹介するとともに、同様の取り組みを行った。

### ステイオンタブ缶への改良とタブの切り離しの問題化

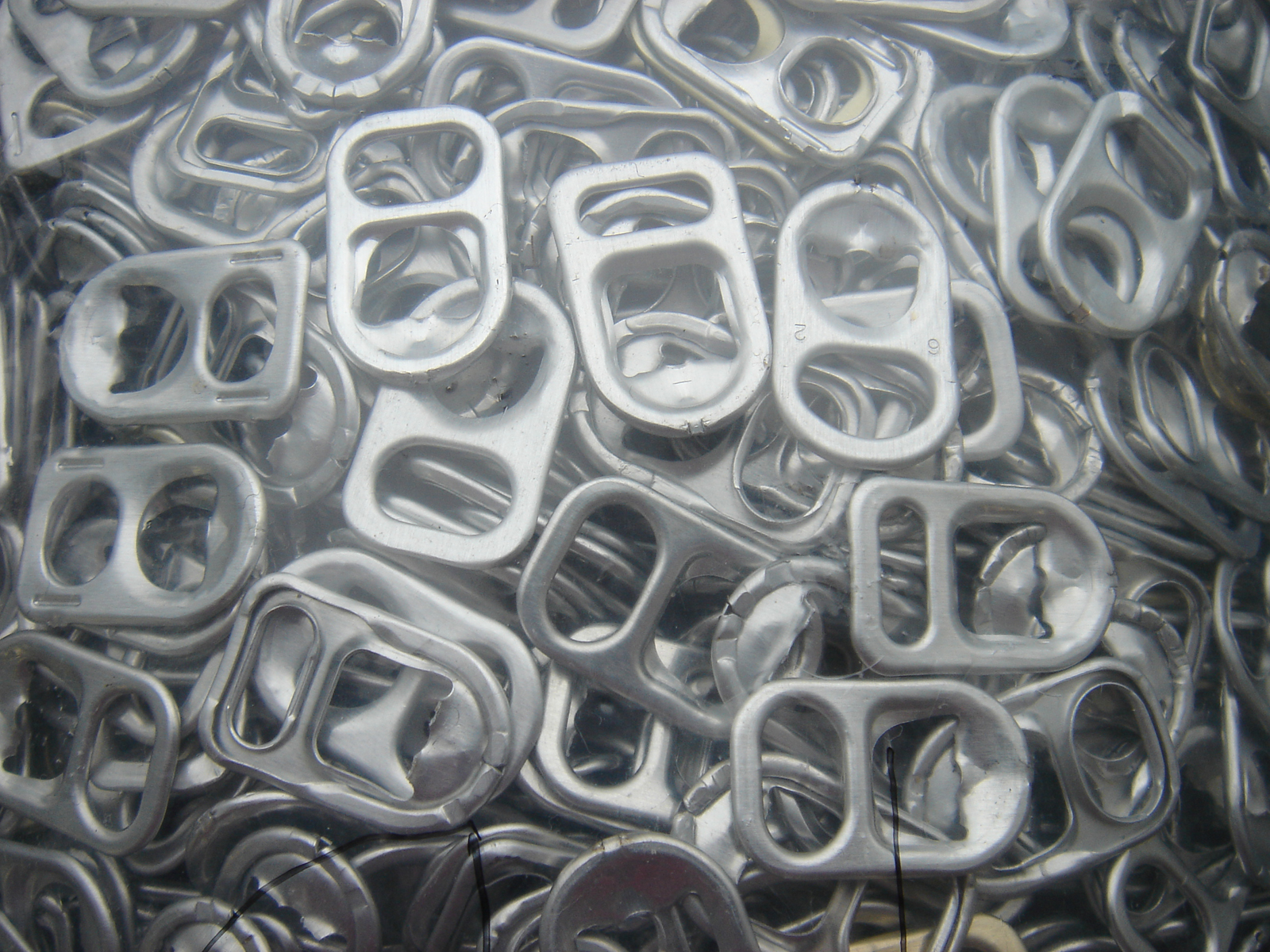
ステイオンタブ式のタブを集めた様子

その後、缶の構造そのものを、缶体からタブが切り取られるプルタブ式から、缶体にタブが付いたままのステイオンタブ式に改善すべきとの運動がおこり、1989年（平成元年）度からビールや清涼飲料の缶の飲み口では従来使用されていたプルタブ式にかわってステイオンタブ式が本格的に採用されるようになった。
タブが缶から外れないように改良されて以降も、缶に固定されたリングタブのみを折り取って集めて送るよう呼びかけている団体が存在する。タブのみを集める理由として、回収している団体の一つである大阪府理容生活衛生同業組合や北海道江別市野幌の「プルネット」は「空き缶は輸送しづらい」「保管場所が足りない」「スチール缶が混じる可能性がある」といった理由を挙げている。
しかし、アルミ缶回収業者の団体であるアルミ缶リサイクル協会では、ステイオンタブのリング部分だけわざわざ集めるのは非効率である上に危険だとして、タブを取らずに「アルミ缶そのもの（空き缶全体）」を集めるよう告知している。また、通常のアルミリサイクル設備は比較的大型のアルミ塊を入れることを想定して作られているため小さなタブは異物として取り除かれてしまい、手作業による選別やタブ専用の設備を必要とするため通常のリサイクルに比べて業者側に金銭的負担がかかるという。
「スチール缶はタブの部分にアルミを使用しているためタブだけを分離することで不純物を減らせるのではないか」との声もあるが、アルミと鉄は比重が異なるため、溶かした後で鉄だけを分離することは容易であり、分離したアルミを含んだ鉄鋼スラグは、アスファルトコンクリート用骨材や路盤材として再利用される。そのため、スチール缶リサイクル協会も「『タブを外して集めましょう』といったことを奨励することは絶対行わないようにしてください」「『タブを集めると車椅子がもらえる』といった話を聞くこともありますが、当協会は一切関係ありません」とタブだけを切り離す行為を否定している。
全国ボランティア活動振興センターは「プルタブだけでなく、アルミ缶を集めた方が効率がいい。同じような活動をする場合はまず、どこでどの程度の金額に交換できるかを確認してほしい」と話している。
NHKでは2016年10月27日放送の番組『所さん!大変ですよ』でこの問題を取り上げ、リサイクル業者やボランティア団体、さだまさしといった関係者へのインタビューを行った。運動を行っている小学校や中小企業団体は、車椅子を入手するためには缶全体を集めた方が早いことは認めたものの、「小さなものでもコツコツ集めることで成果が出るので生徒への教育効果がある」「運動を行うことで企業間に一体感が出る」と、効率とは別のところに運動の意義があるとのコメントをしている。また、番組内では飲料メーカーにタブを収集している子供を持つ父兄から「タブが缶から外れにくいので取れやすくしてほしい」と運動本来の趣旨を考えれば本末転倒な要望が寄せられたと紹介している。
いずれにせよ、プルリングで車椅子に交換することは一部の団体が慈善事業として行っているため不可能ではないが、リサイクル業界はプルリングのみの持ち込みを歓迎していない。従来から活動している団体も、ベルマークのように集めて交換するのではなく、集めた空き缶を地金化して換金し購入している。